# 坎普阿苏尔
坎普阿苏尔是巴西米纳斯吉拉斯州的一个市镇。总面积506.463平方公里，总人口3828人，人口密度7.6人/平方公里。